# Burevisnîk, Nîjnohirskîi
Burevisnîk (în ucraineană Буревісник) este un sat în comuna Mîtrofanivka din raionul Nîjnohirskîi, Republica Autonomă Crimeea, Ucraina.

## Demografie
Componența lingvistică a localității Burevisnîk
     Rusă (72,1%)
     Tătară crimeeană (20,77%)
     Ucraineană (5,7%)
Conform recensământului din 2001, majoritatea populației localității Burevisnîk era vorbitoare de rusă (72,1%), existând în minoritate și vorbitori de tătară crimeeană (20,77%) și ucraineană (5,7%).